# Двигатель Toyota AD
Двигатели Toyota серии AD — шестнадцатиклапанные рядные четырёхцилиндровые турбодизельные двигатели внутреннего сгорания с аккумуляторной топливной системой, алюминиевой головкой блока цилиндров и алюминиевым блоком цилиндров с чугунными гильзами на базе Toyota AZ. В основном, двигатели устанавливались на автомобили Toyota в Европе, однако некоторые экземпляры экспортировались в Индию или же Новую Зеландию.

## 1AD-FTV

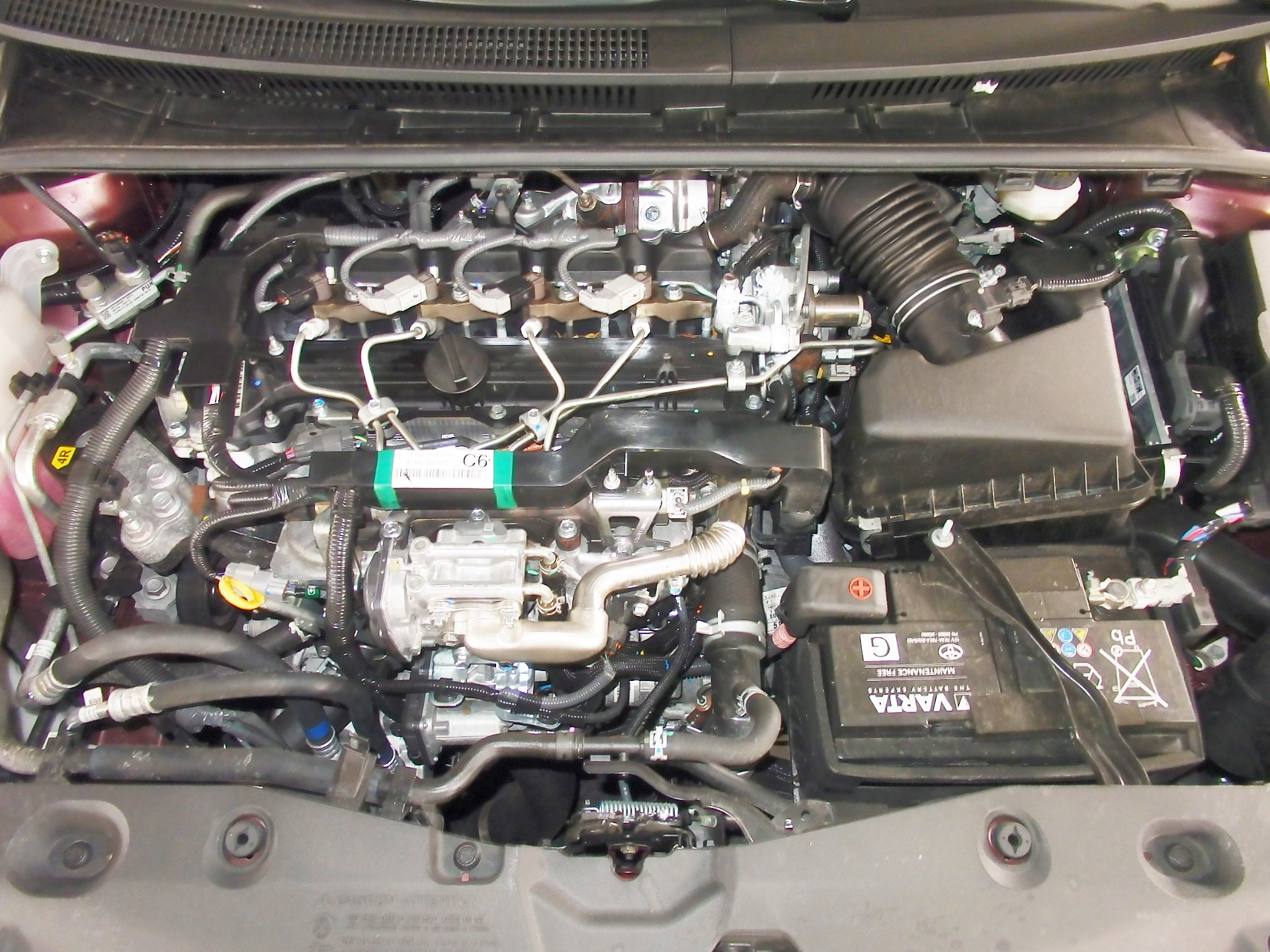
1AD-FTV

### Технические характеристики
- Топливная система: common rail
- Привод распределительного вала: цепь газораспределительного механизма
- Очистка выхлопных газов: EGR с охладителем и катализатором
- ЭКО-стандарт: Euro IV
- Степень сжатия: 16.8:1
- Расход топлива: 6 л/100 км
- Выбросы CO2: 146 г/км

### Устанавливался на
- Toyota Avensis[2]
- Toyota Auris[3]
- Toyota Corolla Verso[4]
- Toyota Verso[5]
- Toyota RAV4[6][7]

## 2AD-FTV

### Технические характеристики
- Топливная система: common rail
- Привод распределительного вала: цепь газораспределительного механизма
- Очистка выхлопных газов: EGR с охладителем и катализатором
- ЭКО-стандарт: Euro IV
- Степень сжатия: 16.8:1
- Расход топлива: 7 л/100 км
- Выбросы CO2: 156—173 г/км

### Устанавливался на
- Toyota RAV4[8][9]
- Toyota Avensis
- Toyota Corolla Verso
- Lexus IS

## 2AD-FHV

### Технические характеристики
- Топливная система: common rail
- Привод распределительного вала: цепь газораспределительного механизма
- Очистка выхлопных газов: EGR с охладителем и катализатором
- ЭКО-стандарт: Euro IV
- Степень сжатия: 15.8:1
- Расход топлива: 8 л/100 км
- Выбросы CO2: 148—185 г/км

### Устанавливался на
- Toyota Avensis
- Toyota Auris
- Toyota RAV4[10]
- Toyota Verso